# Any-Martin-Rieux
Any-Martin-Rieux – miejscowość i gmina we Francji, w regionie Hauts-de-France, w departamencie Aisne.
Według danych na styczeń 2014 roku gminę zamieszkiwało 485 osób, a gęstość zaludnienia wynosiła 27,4 osób/km².